# Arnoud Holierhoek
Arnoud Holierhoek (Waddinxveen, 23 novembre 1994) è un giocatore di football americano olandese, che gioca come offensive lineman per i Rhein Fire.
Dopo aver giocato per i Den Haag Raiders '99 si trasferisce nel 2020 ai tedeschi Cologne Crocodiles e dal 2023 in ELF ai Rhein Fire.

## Palmarès
- 2 EFL Championship (Rhein Fire, 2023, 2024)